# Christian Juhl
Christian Juhl (29 aprile 1898 – 27 settembre 1962) è stato un ginnasta danese.

## Palmarès

### Olimpiadi
- 1 medaglia:
  - 1 oro (Anversa 1920 nel concorso libero a squadre)